# قوات التحالف في الحروب النابليونية

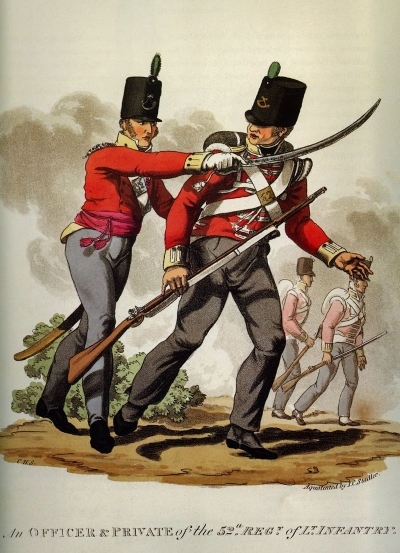
فوج المشاة الخفيف البريطاني رقم 52، أوائل القرن التاسع عشر

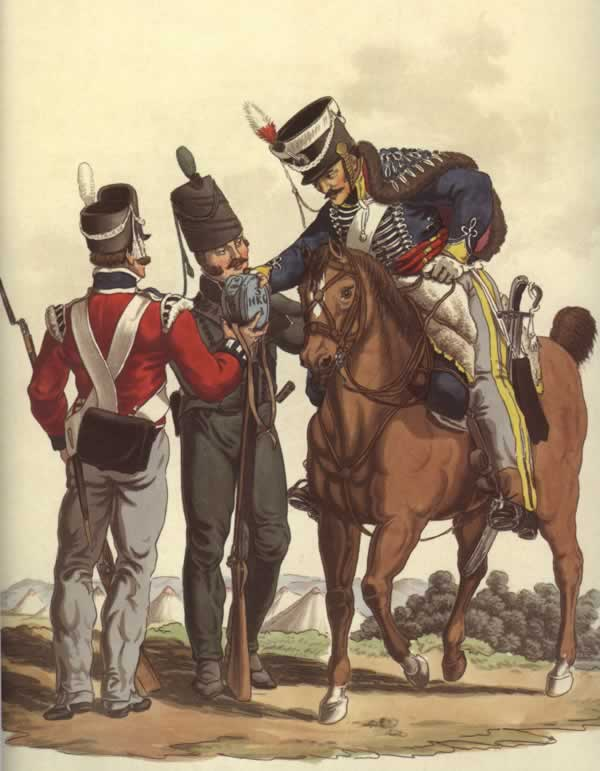
جنود الفيلق الألماني الملكي

كانت قوات التحالف في الحروب النابليونية تتألف من أعداء نابليون بونابرت: المملكة المتحدة،  والإمبراطورية النمساوية، ومملكة بروسيا، ومملكة إسبانيا، ومملكة نابولي، ومملكة صقلية، ومملكة سردينيا، والجمهورية الهولندية، والإمبراطورية الروسية، والإمبراطورية العثمانية، ومملكة البرتغال، ومملكة السويد، ودول ألمانية وإيطالية مختلفة في أوقات مختلفة من الحروب. في ذروته، كان التحالف قادرًا على نشر قوات مشتركة هائلة يبلغ تعدادها نحو 1,740,000 جندي. وكان عددهم يفوق عدد الجنود الفرنسيين البالغ عددهم 1,1 مليون. وتنقسم الجيوش الأكثر نشاطا إلى: النمسا، 570 ألفًا؛ وبريطانيا، 250 ألفًا؛ وبروسيا، 300 ألف؛ وروسيا، 600 ألف.

## القوات البريطانية
بلغ عدد قوات الجيش البريطاني في ذروته 250 ألف جندي. وهذا أمر جدير بالملاحظة حيث شكل 2% من إجمالي سكان بريطانيا خلال تلك الفترة. كانت الفرق المتكاملة للجيش البريطاني تتكون من الفيلق الملكي الألماني (18 ألف رجل)، وقوات برونزويك، وعدة قوات أخرى من فرنسا وسويسرا وهولندا. في حين لعبت بريطانيا العظمى دوراً رئيسياً في مختلف الحملات البرية، كانت البحرية الملكية في البحر هي القوات البحرية المهيمنة في التحالف، ونجحت في تدمير القوة البحرية الفرنسية في سلسلة من المعارك البحرية الكبرى بلغت ذروتها في معركة الطرف الأغر في عام 1805.

### المشاة
اكتسبوا الخبرة تحت قيادة دوق ويلينغتون في حرب الاستقلال الإسبانية وأصبحوا سلاحًا حربيًا منضبطًا ومصقولًا، وتقدموا ليصبحوا قوة بارزة في الحروب النابليونية. استخدم الجنود الحمر، كما أُطلق عليهم، بشكل أساسي تكتيكات مثل إطلاق النار المنضبط من الفصائل و(أحيانًا) هجمات الحراب، وحققوا نجاحًا كبيرًا من خلال هذه الأساليب.
كان هؤلاء الجنود المشاة مجهزين عادة ببندقية على شكل برج، أو بندقية "براون بيس"، والتي تم تعويض عدم دقتها من خلال تقنية إطلاق النار الجماعي بواسطة الفصائل.

#### مشاة خفيفة
تمتعت قوات المشاة الخفيفة النخبة البريطانية والألمانية بميزة واضحة على نظيراتها في ساحة المعركة حيث كانت مجهزة ببنادق بيكر. حققت هذه البنادق دقة كبيرة في إصابة الهدف على مسافة كبيرة، وفي هذا الصدد كانت متفوقة على البنادق التي استخدمها الجنود الفرنسيون. كان السبب الذي دفع نابليون بونابرت لاختيار البنادق لجنوده هو سرعة تحميلها، وهو القرار الذي لم يخلو من العواقب فيما يتصل باستراتيجية ساحة المعركة. تم نشر الكتائب الخفيفة البريطانية والألمانية في أزواج من جنديين، لتشكيل ستارة مناوشة، والقتال بشكل مستقل تماما واستخدام كل الغطاء الذي تمكنوا من العثور عليه. كانت هذه تكتيكات جديدة، لم يستحسنها الضباط الأكثر تحفظًا، لكنها كانت فعالة للغاية ضد ضباط العدو، الذين كانوا في كثير من الأحيان أول أهداف المعارك.

#### خط المشاة

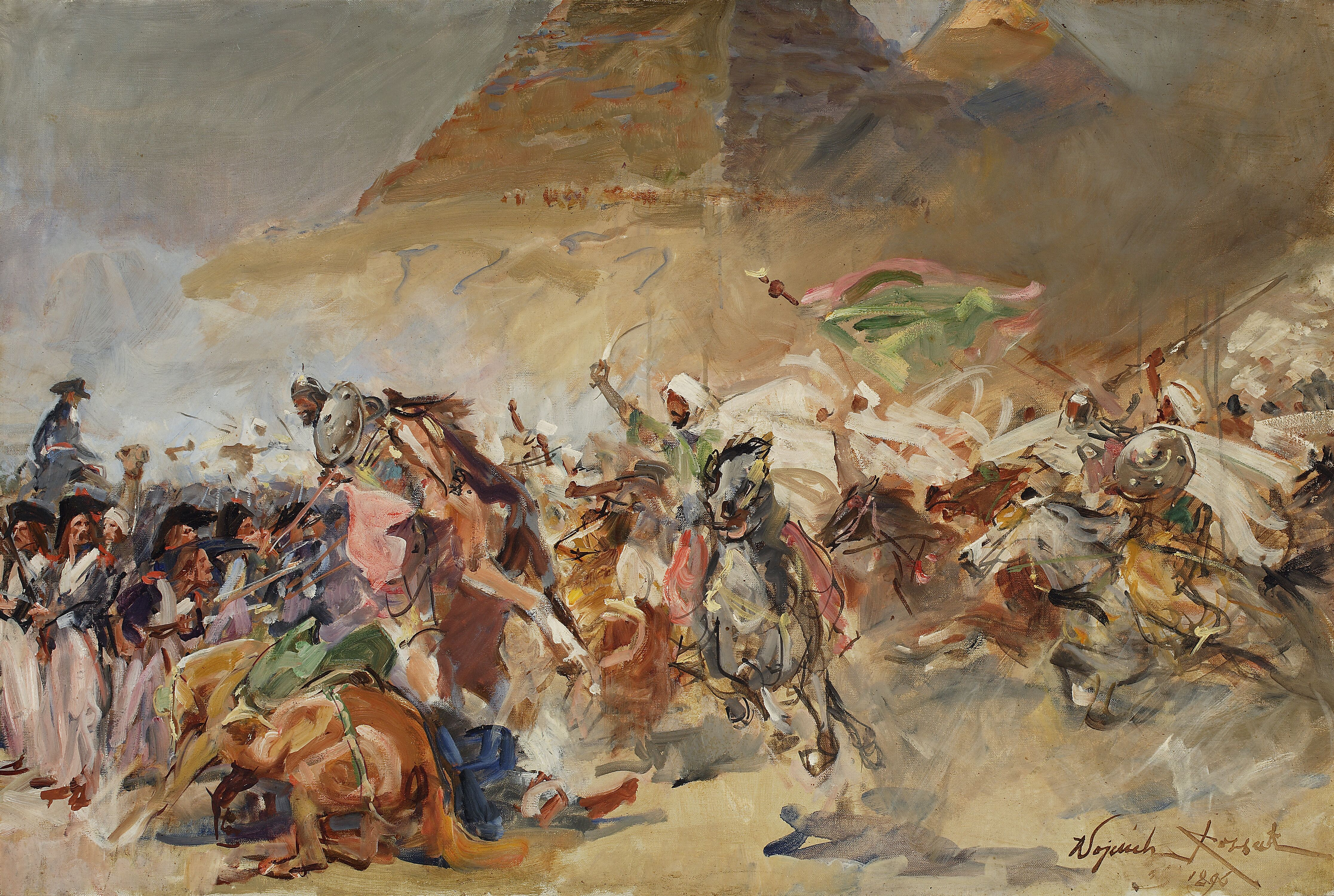
فرسان المماليك يهاجمون المشاة الفرنسيين أثناء معركة الأهرامات، لوحة للرسام فويتشيك كوساك.

كانت تشكيلات الخطوط والأعمدة والمربعات هي التشكيلات التكتيكية الأكثر شهرة المستخدمة خلال العصر النابليوني.  كان لكل من هذه التشكيلات غرضها الفريد في الهجوم أو الهجوم المضاد ولا شك أنها لعبت دورًا كبيرًا في تكتيكات ساحة المعركة. كان تشكيل الخط هو التشكيل الأكثر تفضيلاً بين المشاة البريطانيين. وبصفتهم صفًا بهذه الطريقة، كان جميع الرجال قادرين على إطلاق النار في نفس الوقت، حيث بلغ الحد الأقصى لقوة إطلاق النار حوالي 1000 إلى 1500 رصاصة في الدقيقة.  لم يتمكن التشكيل العمودي الذي فضله الفرنسيون من تحقيق مثل هذه النتيجة حيث كان الرجال فقط في الصف الأول من العمود (حوالي 60) قادرين على إطلاق بنادقهم في وقت واحد.  في حين أن تشكيل الخط كان يعمل بشكل جيد في الاشتباكات مع المشاة، إلا أنه كان عرضة للخطر للغاية عندما استخدم العدو سلاح الفرسان لمهاجمة التشكيل، مما تسبب في الفوضى والخسائر المروعة. وفي حالة مشاركة سلاح الفرسان، فإن الكتائب سوف تسارع إلى إعادة تنظيم خطوطها إلى تشكيل مربع لحماية ظهورها ضد قوة أكثر قدرة على الحركة.
يبدو أن التشكيل المربع كان أفضل حماية ضد سلاح الفرسان حيث كانت الخيول مترددة للغاية في الدفع إلى صف من الحراب بعمق ثلاثة خطوط أو أكثر. في عدد قليل فقط من المعارك اجتاح فيها الفرسان التشكيلات المربعة، واحدة منها هي معركة شلمنقة، والتي تم خلالها اقتحام ثلاث مربعات فرنسية بواسطة الفرسان الثقيلين التابعين للفيلق الألماني الملكي.
كان يتم استخدام الحربة لإنهاء العمليات التي أوشكت البنادق على الانتهاء منها، كما كان يتم استخدامها في المناوشات، كما ذكر المراقبون المعاصرون: عندما تتشكل الأفواج المعارضة في خط واحد وتهاجم بحراب ثابتة، فإنها "لا تواجه" أبدًا قتالًا وجهاً لوجه أو قدماً بقدم؛ وهذا لأفضل سبب ممكن، وهو أن أحد الجانبين يستدير ويهرب بمجرد أن يقترب الجانب الآخر بما يكفي لإحداث الأذى.  هنا، يبدو أن الخوف من الحربة، وليس الحربة نفسها، هو العامل الحاسم في نتيجة المعركة. ومع ذلك، في بعض الأحيان، يمكن استخدام الحربة على نطاق واسع كما كانت الحال أثناء معركة فوينتيس دي أونورو.
تراوحت معدلات أجور المشاة البريطانية من 22 شلنًا وستة بنسات في اليوم للعقيد إلى شلن واحد في اليوم للجندي.

### سلاح الفرسان
كانت جهود بريطانيا في الحرب ضد فرنسا تعوقها دائمًا نقص سلاح الفرسان. إن قلة الأعداد، إلى جانب ضعف القيادة وعدم الانضباط، لم تضيع فرصاً جيدة فحسب، بل أهدرت أرواحاً أيضاً. يتألف سلاح الفرسان من عدد قليل من الرتب المهمة. وقد لعب كل منهم دورًا مختلفًا في ضمان أن يكون الجيش آلة حرب فعالة وهائلة.
طور سلاح الفرسان البريطاني بعض التكتيكات الحاسمة للتغلب على الأعداء. خطط البريطانيون لشن هجوم بالفرسان ضد المشاة مباشرة بعد قصف مشاة العدو. سيؤدي هذا إلى تقليل عدد البنادق المتاحة لإطلاقها على سلاح الفرسان حيث سيكون المشاة مشغولين بإعادة التحميل. كان تشكيل المشاة المربع هو التشكيل الأفضل للتغلب على سلاح الفرسان.
- أفواج الأُسر - أحد الفروع المتميزة لسلاح الفرسان الثقيل البريطاني. لم تكن قوات حرس الحياة وحرس الخيالة الملكي ذات فائدة كبيرة خلال السنوات الأولى من الحروب النابليونية، لكنهم عوضوا عن ذلك ببطولاتهم في معركة واترلو.
- الفرسان الثقيلة – الفرع الثاني من سلاح الفرسان الثقيل البريطاني. وشمل هؤلاء المشاة الفرسان والفرسان المدججون بالسلاح سبعة أفواج من حرس الفرسان وستة من الفرسان. نظرًا لأنهم كانوا رجالاً ضخامًا يمتطون خيولًا ضخمة، فقد تم استخدام الفرسان البريطانيين الثقيلين كقوات صدمة في المعركة. كانوا يلقون بأنفسهم في المعركة لتعزيز الخطوط الضعيفة، كما حدث في واترلو، أو يحطمون تشكيلات العدو ويهزمون العدو. كان الفرسان يقاتلون أحيانًا سيرًا على الأقدام باستخدام البنادق القصيرة، وهي إصدارات أقصر من بنادق المشاة.
- الفرسان الخفيفون - تم اكتساب المهارات المطلوبة من سلاح الفرسان الخفيف (الدوريات والاستطلاع والمراقبة) أثناء الخدمة الفعلية في حرب شبه الجزيرة. كانت أفضل الوحدات البريطانية هي الفيلق الألماني الملكي، الذي قدم خدمة ممتازة في حرب شبه الجزيرة، وخاصة عند العمل مع الفرقة الخفيفة لأعمال البؤرة الاستيطانية، حيث لم يكن هناك سلاح فرسان مساوٍ لفرسانه الألمان [6] وحقق التاريخ من خلال اقتحام ساحات المشاة الفرنسية في غارسيا هيرنانديز.
- الفرسان - تم إدخال الفرسان إلى الجيش البريطاني بعد عام 1806، عندما تم تسمية أربعة أفواج من سلاح الفرسان الخفيف، السابع والعاشر والخامس عشر والثامن عشر، باسم الفرسان، بالإضافة إلى أفواج الفرسان الثلاثة التابعة لفيلق الملك الألماني.

### المدفعية

#### مدافع
كانت بريطانيا تمتلك سلاح مدفعية صغير ولكنه فعال للغاية (المدفعية الملكية) وكان مدربًا بشكل جيد للغاية ولكنه عانى من امتلاكه مدافع خفيفة فقط. كانت براميل المدافع البريطانية مصنوعة من النحاس، مع طلاء العربات والعجلات والأخشاب باللون الرمادي، وطلاء القطع المعدنية باللون الأسود. كانت المدافع الأساسية تتراوح أوزانها بين ثلاثة إلى ستة أرطال، ووجد البريطانيون أنفسهم في وضع غير مؤاتٍ بشكل واضح مقابل المدافع الفرنسية. في الواقع، منع دوق ويلينغتون مدفعيته من إطلاق نيران مضادة ضد الأسلحة الفرنسية المتفوقة وأمرهم بالتركيز على إطلاق النار على قوات العدو. تم تقسيم المدفعية إلى مدفعية الخيول ومدفعية المشاة. كان كل مدفع مزود بخمسة مدفعيين.
تعزز التحيز المضاد للأفراد في المدفعية البريطانية من خلال اختراع قذيفة كروية مدمجة، صممها الجنرال السير هنري شرابنيل لتنفجر فوق رؤوس قوات العدو وتغمرهم بكرات المسكيت.

##### النطاقات
| نوع المدفع (العيار) | الحد الأقصى (متر) | المدى الفعال (متر) |
| ------------------- | ----------------- | ------------------ |
| 3 رطل               | 1000              | 320–400            |
| 6 رطل               | 1100–1350         | 550–640            |
| 9 رطل               | 1550              | 725–825            |

| نوع المدفع (العيار) | الحد الأقصى (متر) | المدى الفعال (متر) |
| ------------------- | ----------------- | ------------------ |
| 5.5 بوصة            | 1550              | 640                |

#### الصواريخ
كان الاختراع البريطاني الآخر هو صاروخ كونجريف، الذي كان يهدف إلى إطلاق وابل من المتفجرات التي يبلغ وزنها 12 رطلاً في الاتجاه العام للعدو.
لسوء الحظ، لم تكن الصواريخ دقيقة للغاية، وعلى الرغم من استخدامها في شبه الجزيرة الأيبيرية وكذلك في ألمانيا أثناء معركة لايبزيغ، إلا أنه لم يُنظر إليها على أنها فعالة بشكل خاص. في أغلب الأحيان، كانت تثير الرعب في قوات العدو، الذين لم يكونوا على دراية بهذا النوع من الأسلحة. اعتقد الفرنسيون في البداية أن قوات الصواريخ كانت عبارة عن رماح، حيث بدا جهاز الإطلاق من مسافة بعيدة وكأنه رمح.

### القادة
- آرثر ويلزلي، دوق ويلينغتون الأول
- روبرت كروفورد
- توماس جراهام، بارون لينيدوخ
- هنري باجيت، ماركيز أنجليسي
- رولاند هيل، فيكونت هيل
- السير اسحق بروك
- ستابلتون كوتون، فيكونت كومبرمير
- السير توماس بيكتون
- السير جون مور

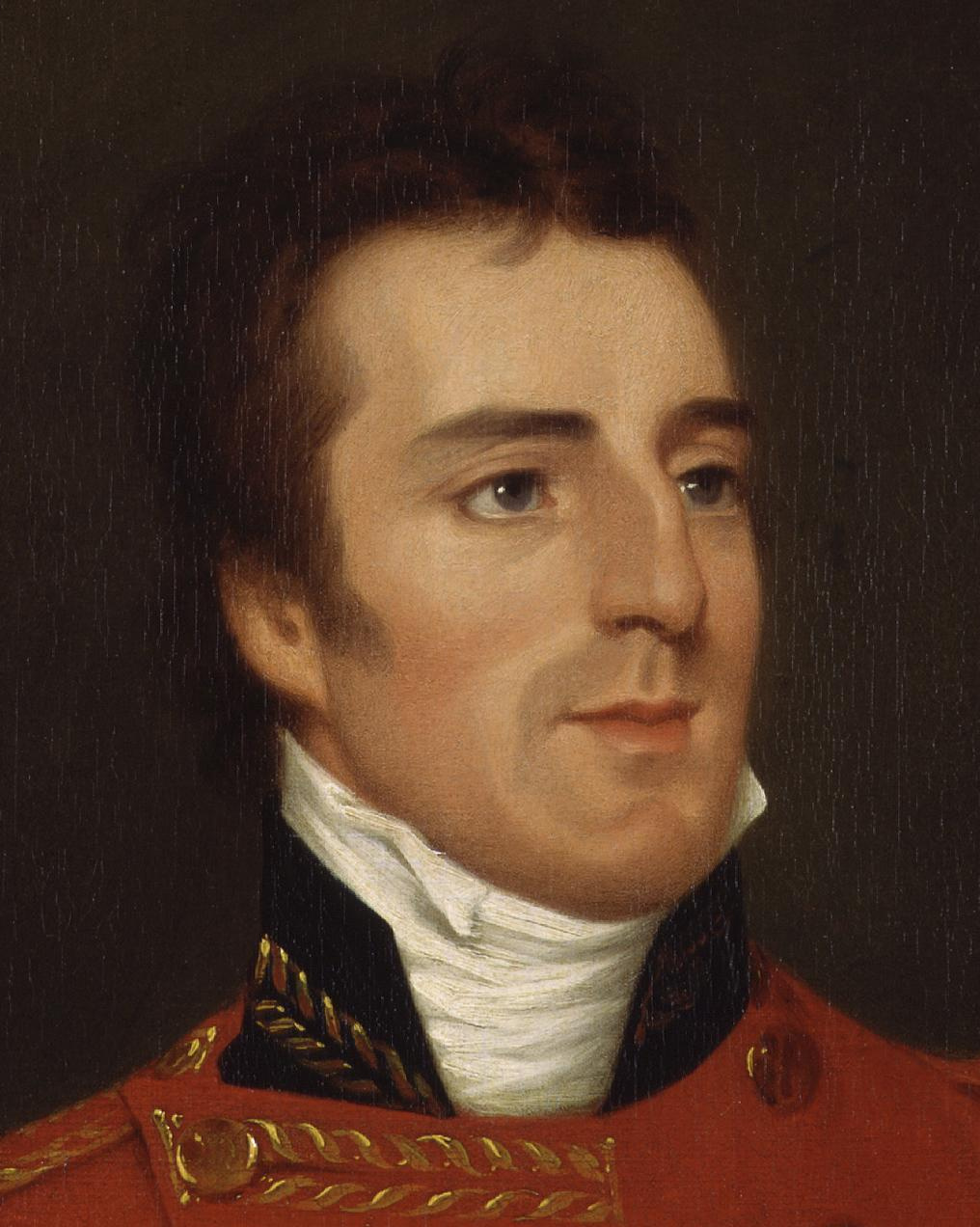
دوق ويلينغتون

- ويليام الأول ملك هولندا كقائد هولندي
- السير إدوارد باكينهام
- جون لي مارشانت
- كولن هالكيت
- تشارلز ألتن

## القوات المتحالفة
في بداية الحروب كانت تكتيكات قوات الحلفاء مختلفة عن التكتيكات البريطانية. على سبيل المثال، حاولوا استخدام العمود، ولكن لأنهم كانوا يخسرون دائمًا تقريبًا أمام الفرنسيين، كان عليهم تطوير نظام آخر. وأصبح نهجهم مشابهًا بشكل متزايد للأنظمة البريطانية، على الرغم من بعض الاختلافات: كان الخط البروسي يتكون من ثلاثة رجال، على النقيض من خط الجيش البريطاني المكون من رجلين.

### الإمبراطورية النمساوية
القادة:
- كارل فيليب، أمير شوارزنبرج
- الأرشيدوق تشارلز، دوق تيشين
- كارل ماك فون ليبيريتش
- الأرشيدوق جون النمساوي

### مملكة البرتغال
كان جيش البرتغال في حاجة ماسة إلى التحديث. انضم عدد كبير من الضباط البريطانيين إلى الجيش البرتغالي لهذا السبب، وارتفعت رتبهم. قاموا بتشكيل الجيش على غرار الجيش البريطاني، وشكلوا قوة تتمتع بروح قتالية ومهارات عالية. وكان الرماة المحترفون بنفس فعالية المشاة الخفيفة البريطانية وقاتلوا جنبًا إلى جنب مع حلفائهم. كانت الوحدات البرتغالية تابعة للأفواج البريطانية، وكان دوق ويلينغتون قائدًا للقوات المشتركة.
القادة:
- وليام بيرسفورد
- فرانسيسكو دي باولا ليتي
- برنارديم فريري دي أندرادي
- ميغيل بيريرا فورجاز
- كارلوس فريديريكو ليكور
- فرانسيسكو سيلفيرا

### مملكة بروسيا
القادة:
- جيبهارد ليبرخت فون بلوخر

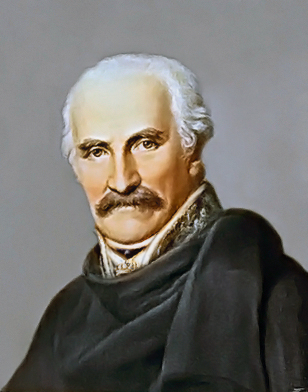
جيبهارد ليبرخت فون بلوخر

- تشارلز ويليام فرديناند دوق برونزويك
- فريدريك لويس، أمير هوهنلوه-إنجلفينجن

### الإمبراطورية الروسية

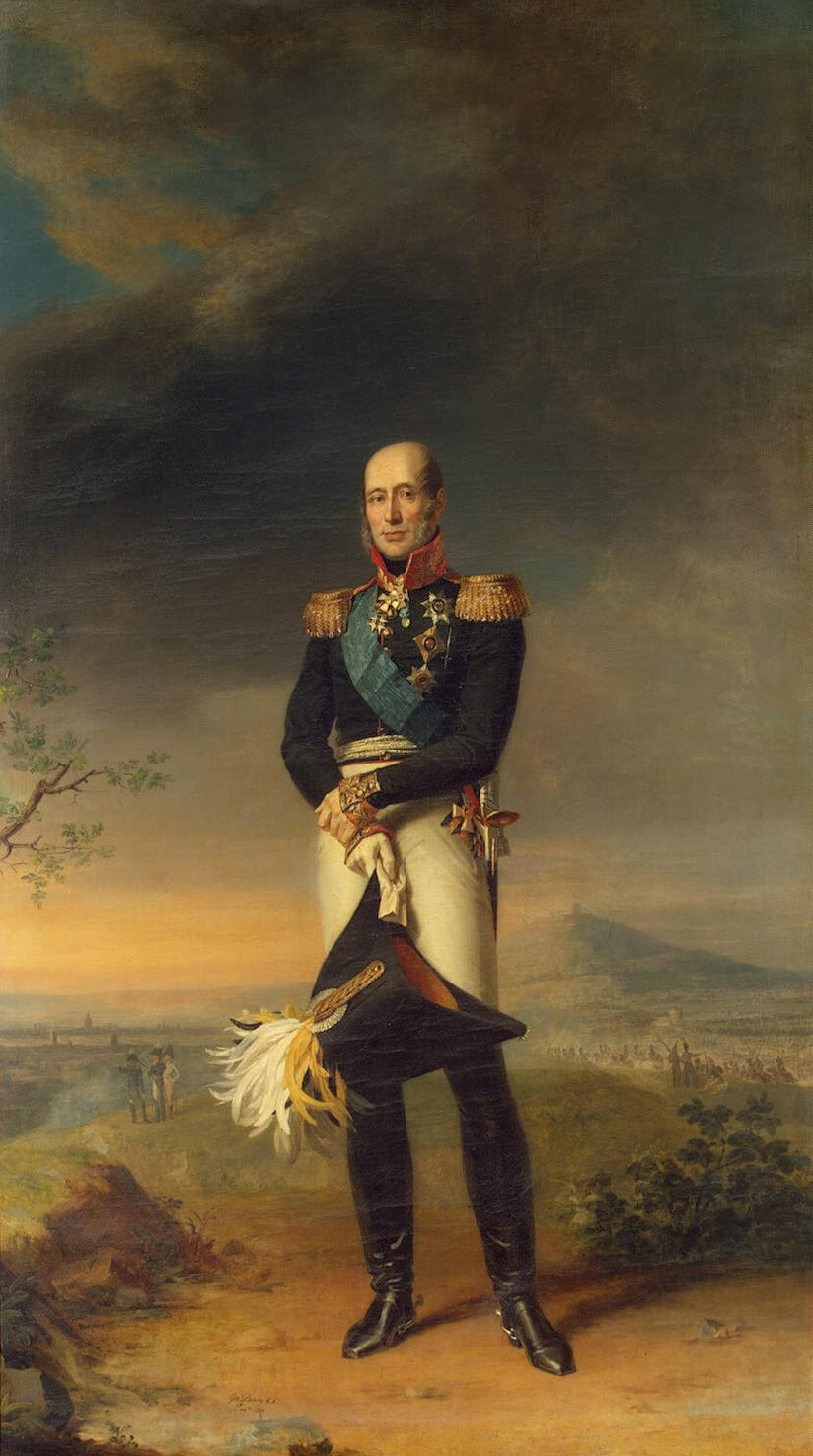
صورة لباركلي دي تولي من المعرض العسكري في القصر الشتوي، بريشة جورج داوي.

القادة:
- ميخائيل أندرياس باركلي دي تولي
- ميخائيل إيلاريونوفيتش كوتوزوف
- الكونت بينيجسن
- بيوتر باجراتيون
- بيتر فيتجنشتاين

### مملكة اسبانيا

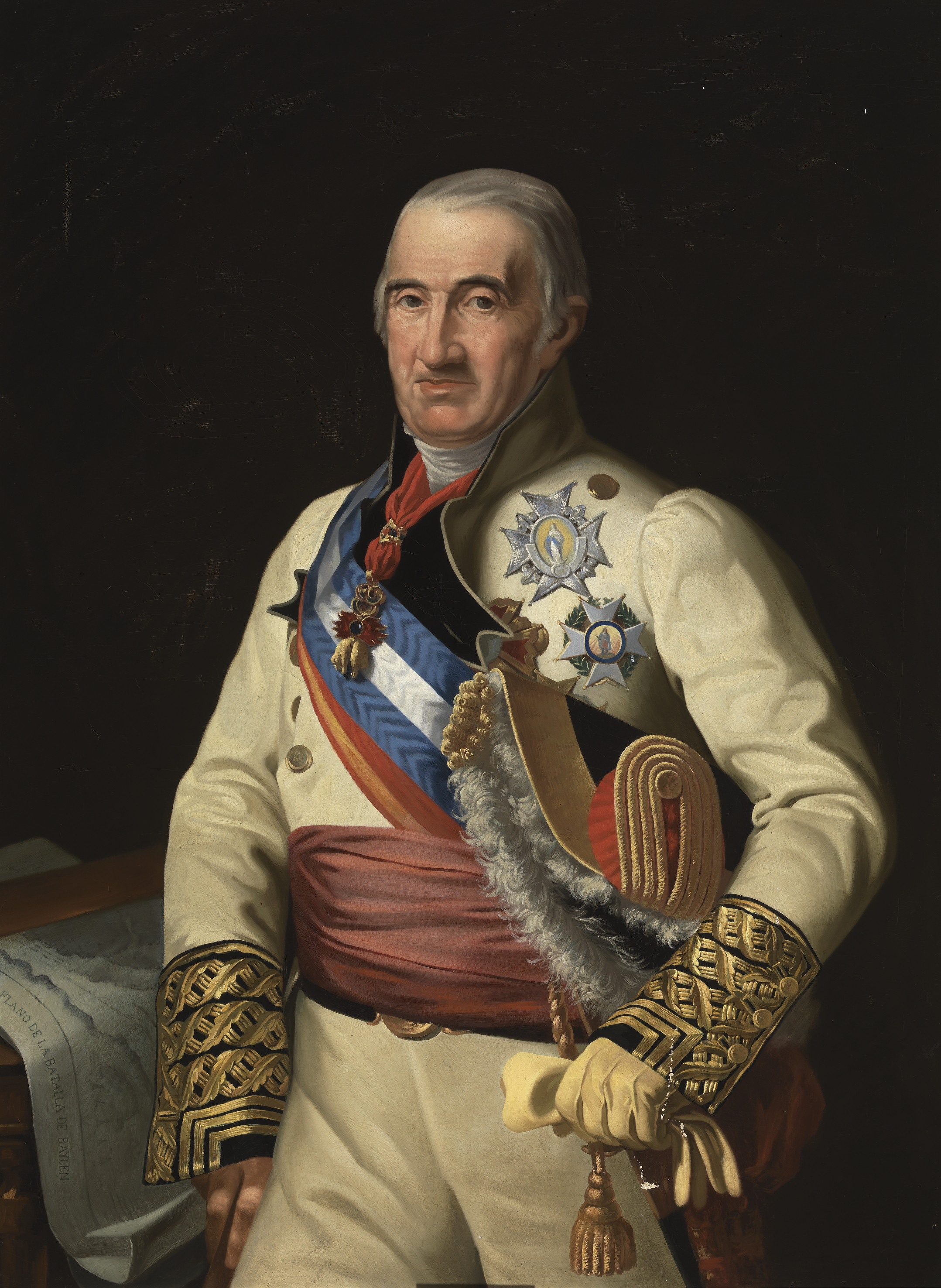
فرانسيسكو خافيير كاستانوس

بعد هزيمة إسبانيا وترحيل الملك وعائلته إلى فرنسا، انقسم الجيش الإسباني إلى عدة أجزاء بين عامي 1812 و1814.
- حُل الجيش الأول في كتالونيا على يد الفرنسيين في عام 1811، ولكن تم تجميعه مرة أخرى وفي عام 1813 أصبح قوامه 16,000 رجل، تحت قيادة الجنرال فرانسيسكو كوبونز إي نافيا .
- هُزم الجيش الثاني في فالنسيا وانحل، لكنه تجمع مرة أخرى في عام 1813 تحت قيادة الجنرال إيليو وكان قوامه آنذاك 30 ألف رجل. وقد ضم قوات حرب العصابات السابقة بقيادة إل إمبيسينادو.
- كان الجيش الثالث في مورسيا، الذي يبلغ قوامه 21 ألف رجل، تحت قيادة أمير أنجلونا في عام 1814.
- وكان الجيش الرابع، الذي يتراوح عدده بين 46 ألفًا و30 ألف رجل، تحت قيادة دوق ويلينغتون.
- تم دمج الجيوش من الخامس إلى التاسع في الجيش الرابع. [7]

بلغ عدد القوات الإسبانية حوالي 160 ألف رجل في عام 1813. وكانت قوات حرب العصابات الإسبانية نشطة للغاية أيضًا، حيث كانت في عام 1812 أقوى القوات الإسبانية.  لقد خاضوا معاركهم بشكل مستقل إلى حد كبير عن البريطانيين ولكن كانوا أيضًا ينسقون فيما بينهم. كانت هناك قوة حرب عصابات على الجانب البريطاني في معركة فوينتيس دي أونورو.
القادة:
- فرانسيسكو خافيير كاستانيوس، دوق بايلين الأول
- غريغوريو غارسيا دي لا كيويستا
- خواكين بليك وجويس